# Tipula (Microtipula) regressa
Tipula (Microtipula) regressa is een tweevleugelige uit de familie langpootmuggen (Tipulidae). De soort komt voor in het Neotropisch gebied.